# Åbjörntjärnen
Åbjörntjärnen är en sjö i Älvdalens kommun i Dalarna och ingår i Dalälvens huvudavrinningsområde. Sjön har en area på 0,204 kvadratkilometer och ligger 429 meter över havet.

## Delavrinningsområde
Åbjörntjärnen ingår i det delavrinningsområde (678600-138296) som SMHI kallar för Ovan Vasslen. Medelhöjden är 427 meter över havet och ytan är 17,32 kvadratkilometer. Räknas de 3 avrinningsområdena uppströms in blir den ackumulerade arean 74,96 kvadratkilometer. Tennan som avvattnar avrinningsområdet har biflödesordning 4, vilket innebär att vattnet flödar genom totalt 4 vattendrag innan det når havet efter 410 kilometer. Avrinningsområdet består mestadels av skog (73 procent) och sankmarker (21 procent). Avrinningsområdet har 0,21 kvadratkilometer vattenytor vilket ger det en sjöprocent på 1,2 procent.